# Eriosyce garaventae
Eriosyce garaventae är en art inom trattkaktussläktet och familjen kaktusväxter, som har sin naturliga utbredning i Chile.

## Beskrivning
E. garaventae är en klotformad till cylindrisk, grön till blågrön kaktus som blir 6 till 12 centimeter i diameter. Den är uppdelad i 11 till 16 åsar som är djupt inskurna mellan varje areol. Areolerna sitter på ett avstånd av 7,7 till 10 millimeter ifrån varandra och är fyllda med gråaktig ull. Taggarna är halmgula och relativt tjocka. De består av 1 till 6, uppåtböjda, centraltaggar som blir 25 till 45 millimeter långa. Runt dessa sitter upp till 12 radiärtaggar. Blommorna är blekgula upptill och rödaktiga vid basen. De blir 3,5 till 5 centimeter långa och 4 centimeter i diameter. Frukten är ihålig och gul eller blekröd när den är mogen. 

## Synonymer
Horridocactus garaventae F.Ritter 1959
Pyrrhocactus garaventae (F.Ritter) F.Ritter 1959,
Neoporteria garaventae (F.Ritter) Ferryman 1991
Pyrrhocactus subaianus Backeb. 1959
Neoporteria subaiana (Backeb.) Donald & G.D.Rowley 1966